# Moschendorf
Moschendorf  är en ort och kommun i Österrike. Den ligger i distriktet Güssing i förbundslandet Burgenland, i den östra delen av landet, 130 km söder om huvudstaden Wien. Arean är 13,2 kvadratkilometer.